# Aaron Klug
Aaron Klug (Želva, 1926. augusztus 11. – Cambridge, 2018. november 20.) brit biofizikus és kémikus. 1982-ben kémiai Nobel-díjjal tüntették ki „a krisztallográfiai elektronmikroszkópia kifejlesztéséért és a biológiailag fontos nukleinsav-fehérje-komplexek szerkezetének kutatásáért”.

## Életrajz
1926-ban született Lazar Klug és Bella (leánykori családnevén Silin) Klug zsidó szülők gyermekeként a litvániai Želvaban. Kétéves korában Dél-Afrikába került, és ott nőtt fel. A johannesburgi Witwatersrand Egyetemen orvosi előkészítő tanfolyamon kezdett tanulni. A második évben többek között biokémiát tanult, de aztán a fizika és a matematika felé fordult és BSc  diplomát szerzett. Ezt követően fizikát tanult a Fokvárosi Egyetemen, ahol mesterdiplomát szerzett. Elnyerte a Royal Commission for the Exhibition of 1851 intézmény kutatási ösztöndíját (1851 Exhibition Scholarship), mely lehetővé tette számára, hogy Angliába költözzön és a cambridge-i  Trinity Collegen doktoráljon fizikából. A doktori fokozat megszerzése után egy évet töltött a Cambridge-i Egyetem Kolloidtudományi Tanszékén.